# Dodecatheon utahense
Dodecatheon utahense är en viveväxtart som först beskrevs av Noel Herman Holmgren, och fick sitt nu gällande namn av James Lauritz Reveal. Dodecatheon utahense ingår i släktet Dodecatheon och familjen viveväxter. Inga underarter finns listade i Catalogue of Life.